# 尊性入道親王
尊性入道親王（そんしょう にゅうどうしんのう、慶長7年6月17日（1602年8月4日）- 慶安4年3月22日（1651年5月11日））は、江戸時代前期の入道親王。後陽成天皇の第五皇子で、母は典侍の日野輝子。幼称は五宮（いつのみや）、諱は毎敦（としあつ）、法名は尊性（そんしょう）。
親王宣下を蒙った後に出家しているので身位は入道親王が正しいが、これを出家後に親王宣下を蒙った法親王と混同して「尊性法親王」とした文献も古来より数多く存在する。しかし鎌倉時代には同じ法名を用いた天台座主の尊性法親王がいるので注意が必要である。

## 来歴
慶長12年（1607年）3月に将来の出家を前提に大覚寺に入る。慶長18年（1613年）3月に後水尾天皇から親王宣下を蒙り毎敦親王（としあつ しんのう）を名乗る。翌年12月に空性入道親王を戒師として得度し、法名を尊性とした。元和7年（1621年）二品に叙品。寛永12年（1635年）には東寺長者（法務）となっている。
和歌や立花を愛好した。また各地を旅し、寛永2年（1625年）には江戸に下り、同6年（1629年）には高野山に登り、同15年（1638年）には四国八十八箇所を巡礼している。
慶安4年（1651年）に中風で薨去、享年50。仏母心寺宮（ぶつぼしんじのみや）の号を贈られる。墓所は大覚寺の北側にある大覚寺宮墓地にある。